# Friedrich Harkort

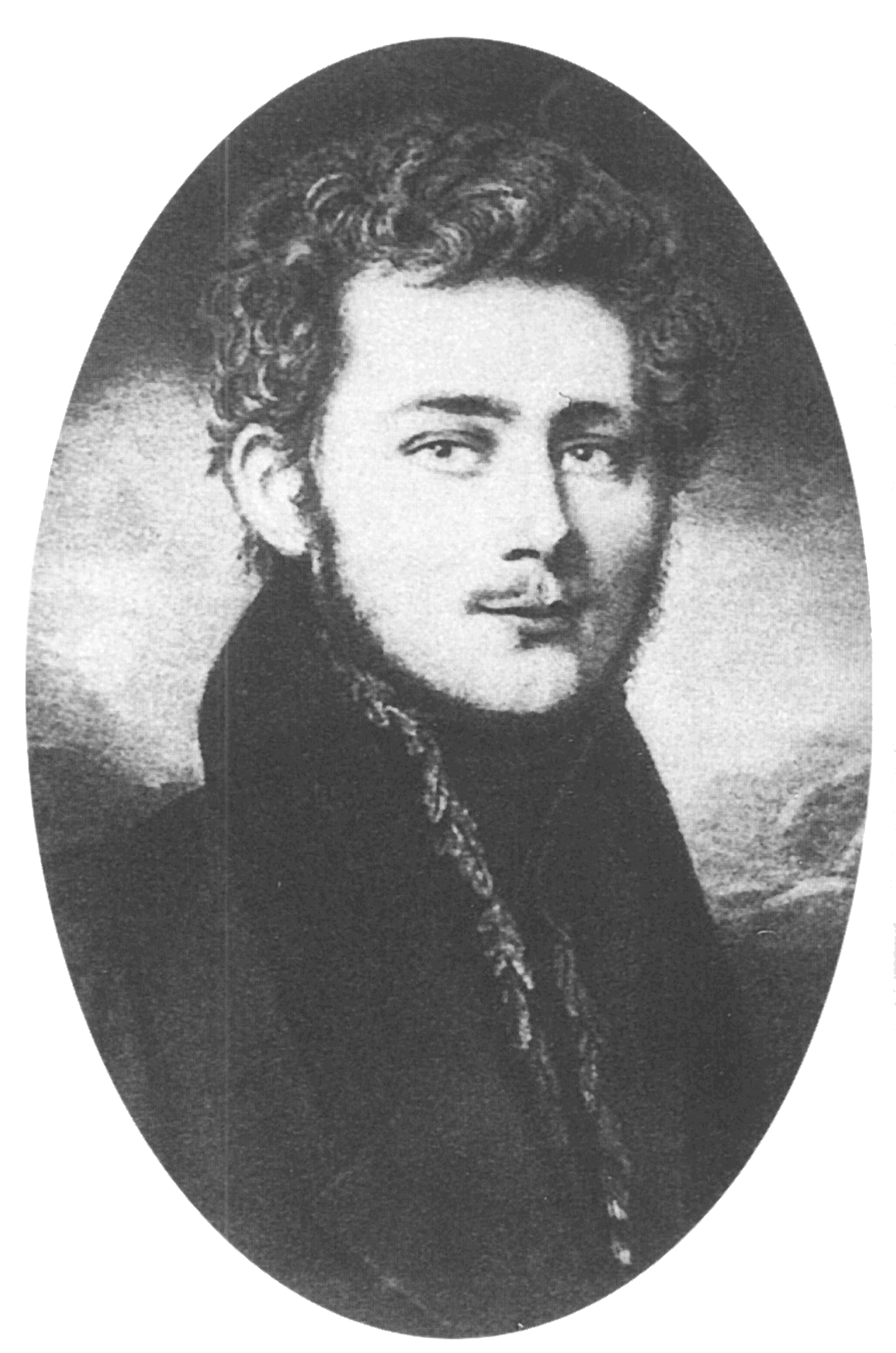
Friedrich Harkort, um 1820

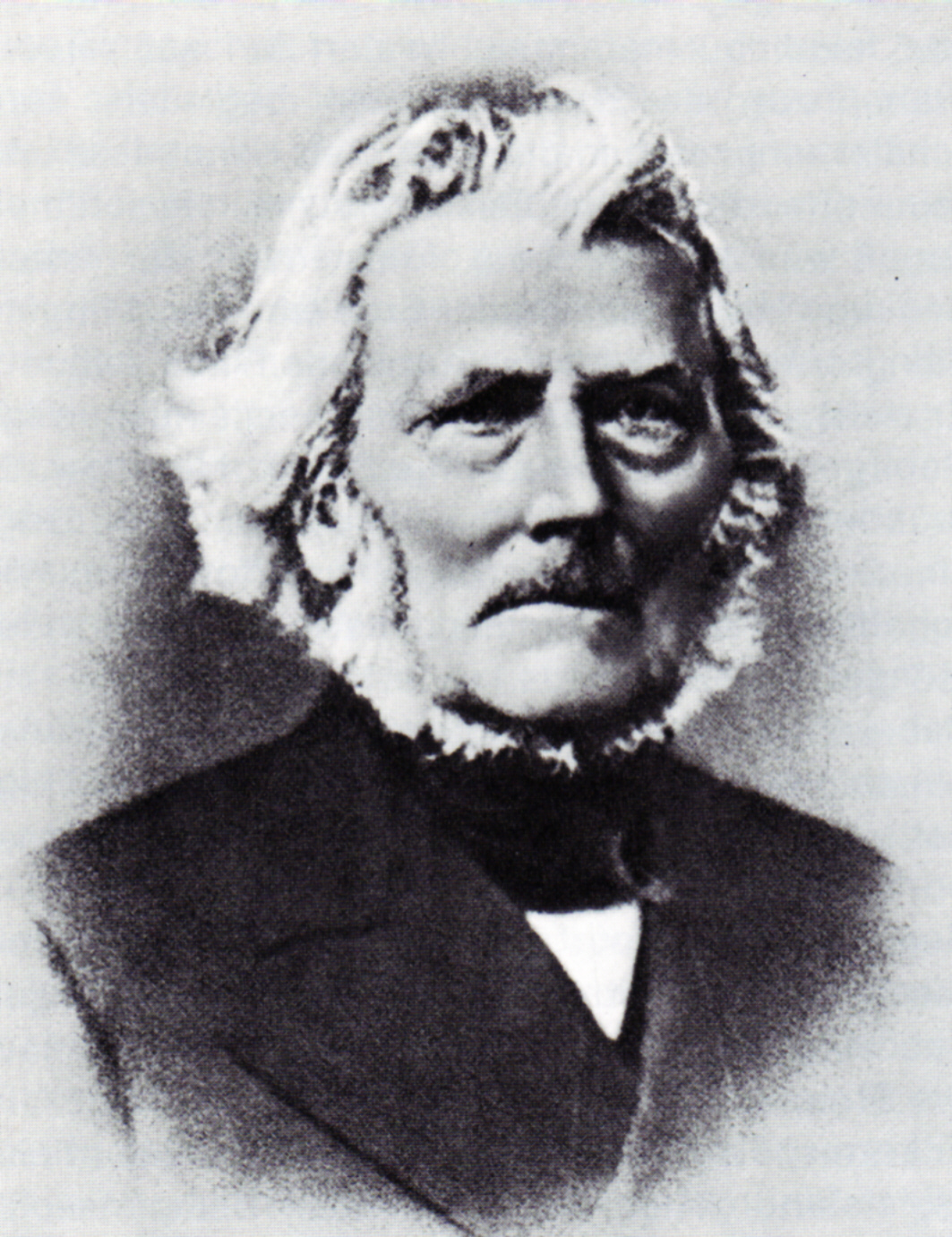
Friedrich Harkort

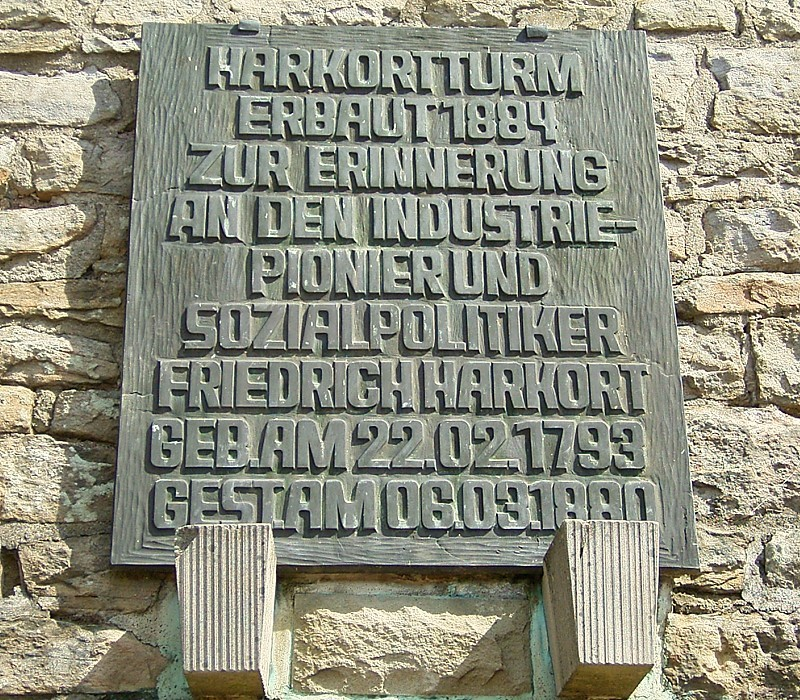
Gedenktafel am Harkortturm in Wetter

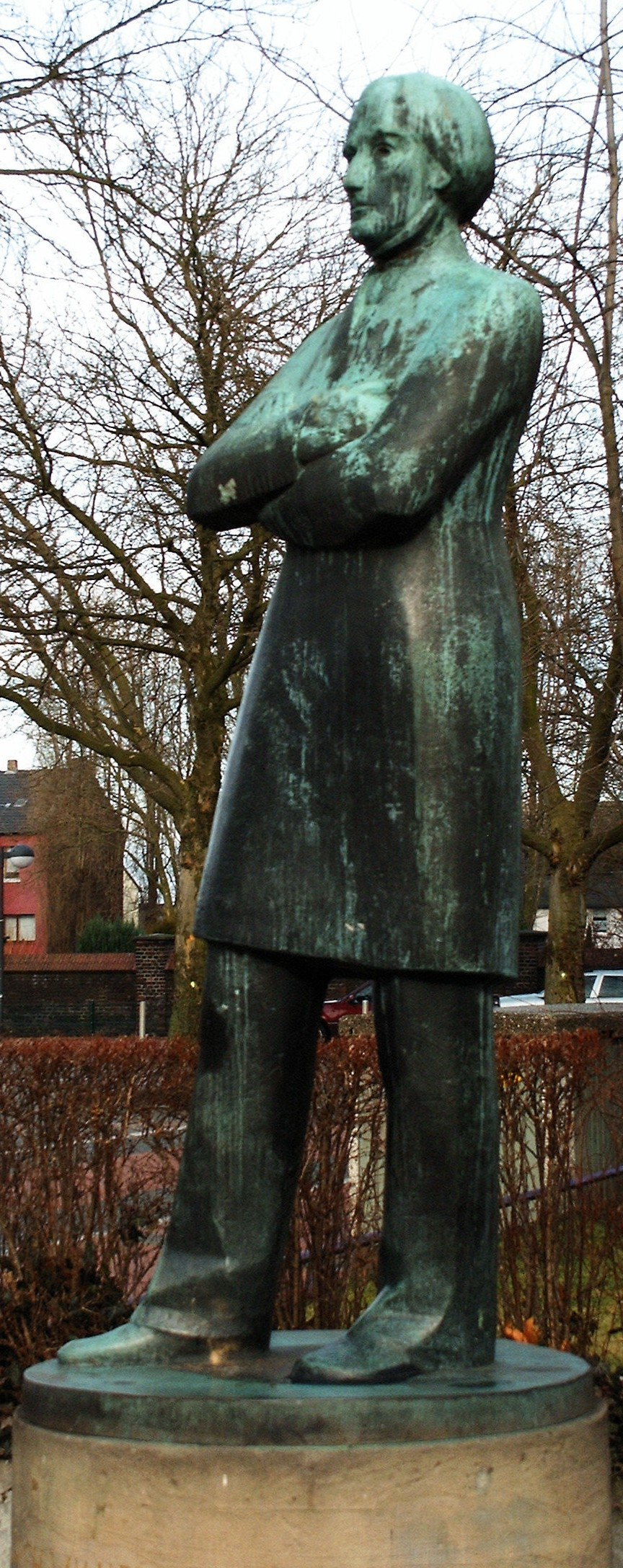
Harkort-Denkmal in der Harkortstraße in Dortmund-Hombruch

Alfred Rethel: Die Harkortsche Fabrik auf Burg Wetter, um 1834

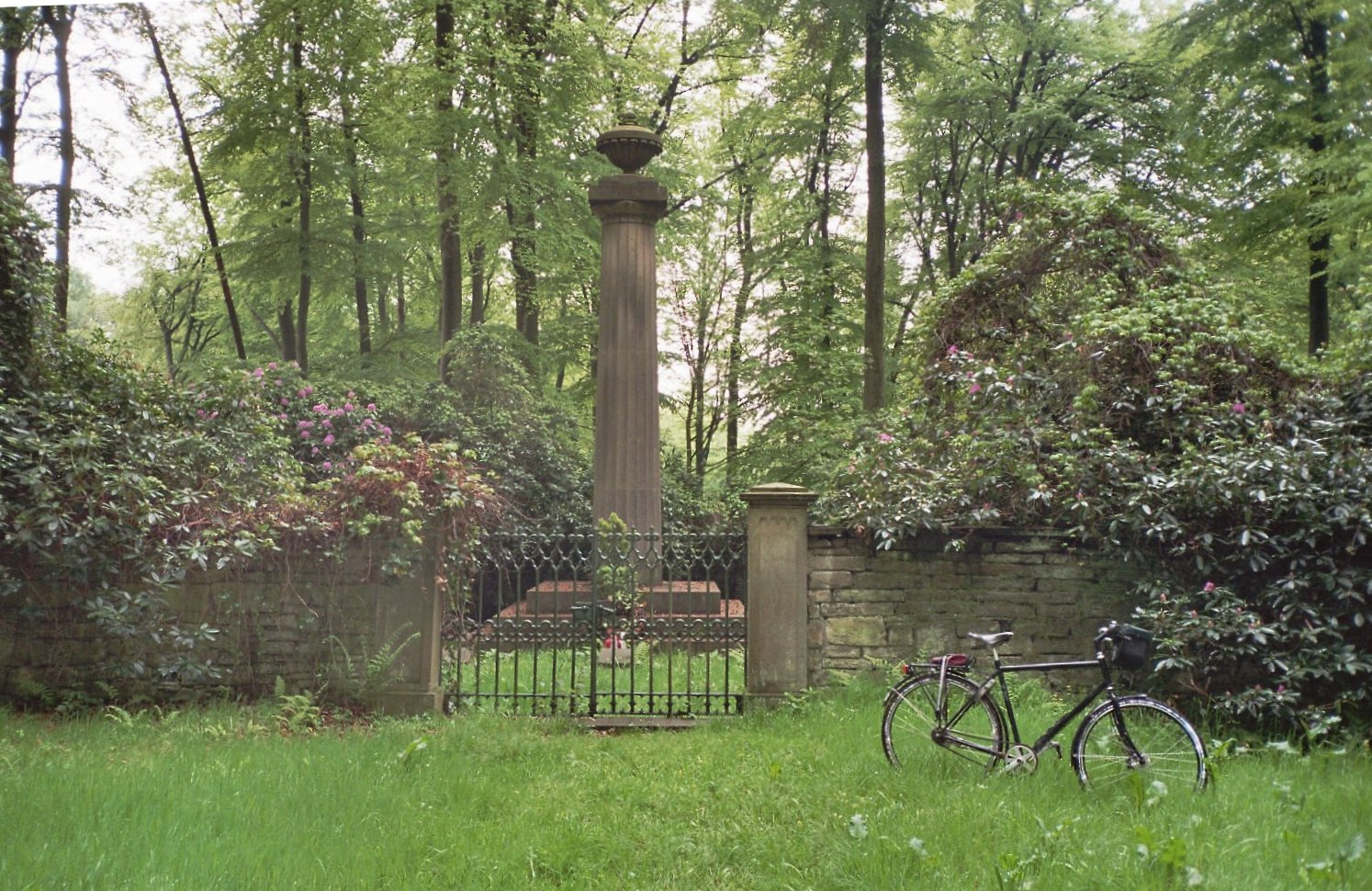
Die Erbbegräbnisstätte Harkort mit dem Grabmal Friedrich Harkorts

Friedrich Wilhelm Harkort (* 22. Februar 1793 in Westerbauer bei Haspe; † 6. März 1880 im Kirchhörder Gemeindeteil Hombruch), häufig als „Vater des Ruhrgebiets“ bezeichnet, war ein deutscher Unternehmer und Politiker in der Frühzeit der Industriellen Revolution.
Seine Harkort’sche Maschinenfabrik in Wetter (Ruhr) ging später in der Deutschen Maschinenbau Aktiengesellschaft (DEMAG) auf. Der Kohleabbau im Tiefbau wurde durch seine Pumpen, Dampfmaschinen und Eisenbahnschienen erst möglich. Die Sorge um das nachhaltige Wohl seiner Beschäftigten führte ihn bis nach Berlin als Abgeordneter des Reichstags (1871–1874). Sein Kampf galt dem Verbot von Kinderarbeit, der Einrichtung von Krankenkassen für Arbeiter, Schulbildung für alle, Gesundheitsschutz für Werktätige durch die Errichtung von Berufsgenossenschaften.
Seine letzte Ruhestätte liegt auf dem Ardeygebirge im Buchenwald des Gutes Schede in Herdecke.

## Leben
Harkort wurde als fünftes von acht Kindern des märkischen Eisenwarenfabrikanten und Kaufmanns (Reidemeisters) Johann Caspar Harkort IV. (1753–1818) im Haus Harkorten geboren. Er war unter anderem Bruder des Bankiers und Eisenbahn-Pioniers Gustav Harkort, des Bergbauingenieurs und Offiziers Eduard Harkort und des Unternehmers Johann Caspar Harkort V. Nach der Grundschule auf dem Quambusch besuchte er ab 1799 die Gewerbeschule in Hagen. Diese schloss er im Jahr 1808 ab. Anschließend machte er eine kaufmännische Lehre bei dem Unternehmen Mohl in Barmen-Wichlinghausen. Ab 1813 nahm er zusammen mit seinem Bruder Gustav als Premierleutnant an den Befreiungskriegen teil. Bei Jumet (heutiges Belgien) wurde er zweimal verwundet und mit dem Eisernen Kreuz ausgezeichnet.

### Familie
Im Jahre 1818 heiratete er die Tochter seines früheren Lehrherrn, Auguste Mohl Louise (1796–1835). Das Paar hatte zwei Söhne und vier Töchter:
- Auguste (* 16. Juli 1819; † 10. Dezember 1899) ⚭ 1845 Georg Christian Funk († 29. August 1849)
- Mathilde Wilhelmine Auguste (* 5. Dezember 1820; † 20. November 1893) ⚭ 1843 Eduard von Scheven (* 15. September 1812; † 16. Juni 1907), Pfarrer
- Friedrich Wilhelm (* 10. Mai 1822; † 19. Juni 1897), Maschinenfabrikant in Barmen ⚭ 1849 Anna Catharina Helene Hueck (* 13. März 1823)
- Johanna (* 13. Januar 1828; † 12. März 1908) ⚭ Carl Gustav Maentell (1821–1907), preußischer Generalleutnant
- Louise (* 15. August 1831; † 26. September 1907) ⚭ 1856 Louis Constanz Berger, Wittener Unternehmer
- Carl (25. Dezember 1832; † 5. Februar 1894), Gründer der Sägen- und Werkzeugfabrik Fa. Harkort und Lohmann in Cronenberg ⚭ 1859 Emma Tesche (* 10. März 1835; † 9. Oktober 1910)

### Ehrungen
1861 bekam Harkort den preußischen Roten Adlerorden 3. Klasse verliehen. Bei der Wiedergründung des Westfälischen Bezirksvereins des Vereins Deutscher Ingenieure (VDI) im Jahr 1864, dem er zu diesem Anlass mit der Mitgliedsnummer 756 beitrat, hatte er die Funktion eines Ehrenpräsidenten inne. Nach Friedrich Harkort wurden u. a. benannt: Der Harkortsee, der Harkortturm, die Harkortstraße in Dortmund-Hombruch, der Harkortberg, der Harkortweg, das Unternehmen Harkort Consulting sowie der Lions-Club Hagen-Harkort.

## Unternehmerisches Wirken
Das unternehmerische Wirken Harkorts war insbesondere von technischen und sozialen Pionierleistungen geprägt. Nachhaltiger wirtschaftlicher Erfolg hingegen stellte sich bei seinen Unternehmungen nicht ein. Der Grund hierfür dürfte nicht zuletzt darin gelegen haben, dass Harkort grundsätzlich jedem Interessierten gestattete, die von ihm errichteten Betriebe zu besichtigen, die dort praktizierten Verfahren im Detail zu studieren und bei Bedarf beim Aufbau entsprechender Betriebe mit Rat und Tat zur Seite stand. In seinem Bestreben, der industriellen Entwicklung seiner Heimat Vorschub zu leisten, unterstützte er tatkräftig die eigene Konkurrenz.
Im Jahr 1827 hatte Harkort in Hombruch große Besitzungen erworben. Er regte die Stammstrecke der Bergisch-Märkischen Eisenbahn-Gesellschaft an, womit Hombruch an das Eisenbahnnetz angebunden wurde. Im selben Jahr 1847 verlor er jedoch die meisten Besitzungen dort durch Pfändung und Zwangsverkauf.
Stremmel zufolge besaß Hartkort „Weitblick und ein Gespür für die Transformation der Welt“, für neue Maschinentechniken, Mobilität und Kommunikation. Jedoch sei er mehr „Visionär als Praktiker“ gewesen.

### Industriepionier
In seiner Heimat galt Friedrich Harkort als unruhiger Geist. Nach dem Tode seines Vaters 1818 gründete er zunächst auf dem väterlichen Gut Harkorten eine Gerberei und betrieb einen Kupferhammer am nahegelegenen Deilbach. Schon ein Jahr später übergab er diese beiden Unternehmen an Verwandte und gründete zusammen mit dem Elberfelder Kaufmann und Bankier Heinrich Kamp auf der Burg innerhalb der Stadt Wetter die Firma Mechanische Werkstätten Harkort & Co. zur Herstellung von Dampfmaschinen und Gasbeleuchtungsapparaten. Gemeinsam mit seinem Bruder Gustav gründete er zudem ein Unternehmen, das Spedition und Kommission betrieb und mit englischen Garnen handelte. Die preußischen Behörden förderten Harkorts Werk als erstes industrielles Eisenwerk in Westfalen und als eine der ersten Maschinenbaugesellschaften im Ruhrgebiet, denn dieses profitierte von den Wasserhaltungsmaschinen für den aufstrebenden Bergbau an der Ruhr. Bereits 1826 wurde in dem nach englischem Vorbilde erbauten Puddel- und Walzwerk das Puddelverfahren eingeführt. Auf der Rüblinghauser Hütte bei Olpe ließ Harkort als einer der Ersten in Westfalen seit Anfang der 1830er Jahre Eisenerz mit Hilfe von Koks verhütten.
Aus Harkorts Unternehmen ging später das Werk Wetter der Demag hervor. Zu seinen Frühtaten auf sozialem Gebiet gehörte innerhalb seines Unternehmens die Schaffung einer Betriebskrankenkasse nach dem Vorbild der Berggewerkschaftskassen. Harkort gilt als früher Pionier der industriellen Revolution.

### Bahnpionier
Im Jahre 1825 veröffentlichte Harkort in der Nummer 26 der Zeitschrift Hermann den Aufruf, zwischen Köln am Rhein und Minden an der Weser eine Eisenbahn zu bauen. Zu dieser Zeit begann man in Deutschland das Thema zu beachten, und Harkort handelte wie ein Unternehmer, als er seinen Artikel unter der Maßgabe einer gewissen Marktstrategie veröffentlichte. Sein Aufsatz begann mit den Worten:

„Durch die rasche und wohlfeile Fortschaffung der Güter wird der Wohlstand eines Landes bedeutend vermehrt …“

Als im Jahre 1824 der britische Ingenieur Henry Robinson Palmer eine Einschienenbahn vorstellte, bei der hängende Transportbehälter von Pferden gezogen wurden, ließ Harkort durch seine Fabrik 1826 probehalber in Elberfeld eine solche Bahn bauen. Gemeinsam mit dem Bergrat Heintzmann versuchte er die Öffentlichkeit für diesen Vorläufer zu interessieren, was sich aber erst 75 Jahre später im Bau der Wuppertaler Schwebebahn niederschlug. Harkorts Überlegungen als Unternehmer galten aber vor allem dem Fernverkehr, denn für den einheimischen Bergbau besaßen Harkorts Unternehmen im Jahr 1829 bereits eine Produktionskapazität von einer Million Pfund Schienen.
1828 gründete Friedrich Harkort gemeinsam mit Nikolaus Egen, seinem Schwager Ludwig Mohl (der den Kupferhammer im Deilbachtal betrieb), dem promovierten Mediziner Voß aus Steele (heute Stadtteil von Essen) und den Langenberger Kaufleuten Reichmann und Meyberg die erste Eisenbahn-Aktiengesellschaft auf deutschem Boden – die Prinz-Wilhelm-Eisenbahn-Gesellschaft. Ihr Zweck war der Bau der Deiltaler Eisenbahn (Deilthaler Eisenbahn Aktiengesellschaft), die am 20. September 1831 eröffnet wurde und den Namen Prinz-Wilhelm-Eisenbahn erhielt.
Im Jahre 1828 wurde unter seinem maßgeblichen Einfluss auch die seit 1820 im Bau befindliche Schlebusch-Harkorter Kohlenbahn im ersten, eine preußische Meile langen Abschnitt, eröffnet. Es war die erste Eisenbahn Deutschlands über die Länge von einer Meile, die zweite Eisenbahn Deutschlands über diese Länge war die Deiltaler Eisenbahn, die ebenfalls von Harkort errichtet wurde. Ein Jahr später, im Jahr 1829, wurde Harkort in den westfälischen Provinziallandtag gewählt. Dort wiederholte er 1831 seinen Vorschlag. 1833 veröffentlichte Harkort nochmals seinen Aufruf: „Die Eisenbahnen von Minden nach Cöln“. Das Resultat war eine Aktiengesellschaft, die sich um das notwendige Kapital für den Bau der Strecke bemühte, denn der preußische Staat war nicht willens oder in der Lage, die Strecke zu bauen.
Auf Grund widriger Umstände konnte das Unternehmen einige Zeit später nicht mehr fortgeführt werden. Erst 1847 war die Strecke vollständig befahrbar und wurde von der Köln-Mindener Eisenbahn-Gesellschaft betrieben. Von 1844 bis 1848 wurde nach von Harkort entwickelten Plänen die Stammstrecke der Bergisch-Märkischen Eisenbahn-Gesellschaft gebaut.

## Politisches Wirken

### Bildungspolitik
Friedrich Harkort war maßgeblich an der deutschen Bildungspolitik im 19. Jahrhundert beteiligt. Er gründete den Verein für die deutsche Volksschule und für Verbreitung gemeinnütziger Kenntnisse. Der Verein zählte binnen kürzester Zeit 2500 Mitglieder aus dem gehobenen Bürgertum. Unter diesen fanden sich viele Befürworter einer neuen Schulform, die es den Volksschullehrern ermöglichen sollte, ihren niedrigen Stand zu verlassen. Dies war ein heikles Thema, da weder Staat noch Kirche daran interessiert waren, „mündige Lehrer“ mit dem Bildungsauftrag zu versehen. Vielmehr entsprach das gewohnte Bild des „Katecheten“ nach wie vor den Vorstellungen der Obrigkeit.
Harkort erkannte die entstehenden Missstände bedingt durch die fortschreitende Industrialisierung einerseits und durch unzulänglichen Ausbau der Bildungsmöglichkeiten für das Proletariat andererseits und verfasste eine 1844 veröffentlichte Anklageschrift mit dem Titel „Bemerkungen über die Hindernisse der Zivilisation und Emanzipation der unteren Klassen“, aus der folgende Zitate stammen:
„100.000 Fibeln, die 3000 Taler kosten, haben einen größeren Wert für die Erziehung der Menschheit als 100.000 Bewaffnete, die jährlich 9 Millionen verschlingen.“
„8000 Menschen, die auf einer Quadratmeile leben, bedürfen, um bestehen zu können, eines höheren Grades von Bildung und Kenntnissen, als einige Hirten, die auf wüster Fläche schweifen.“
Mit dem Verständnis für Missstände und Ungerechtigkeit setzte Harkort sich über zwanzig Jahre in der Verfassungsgebenden Nationalversammlung Preußens für die Aufhebung der Regulative und für die Verabschiedung des Unterrichtsgesetzes ein.

### Sozialpolitik
Harkort war Kreistagsabgeordneter, ab 1830 Mitglied des Westfälischen Provinziallandtags, 1850 Mitglied des Volkshauses des Erfurter Unionsparlaments und 1848 Abgeordneter der konstituierenden preußischen Nationalversammlung. Dort war er Namensgeber und führende Persönlichkeit der Fraktion Harkort. Von 1867 bis 1870 war er Mitglied des Norddeutschen Reichstags für den Wahlkreis Hagen (Arnsberg 5) und von 1871 bis 1874 für denselben Wahlkreis Mitglied des Deutschen Reichstages, dort galt er als fortschrittlich-liberaler Politiker und schloss sich in beiden Legislaturperioden der Fraktion der Fortschrittspartei an. Außer für bildungs- und sozialpolitische Belange engagierte er sich auch für Verkehrs- und Wirtschaftspolitik.
Als Reichstagsabgeordneter forderte Harkort für die Arbeiter feste Anstellungen und feste Löhne. Auch schlug er eine „Gewinnbeteiligung der Arbeiter“ vor und forderte ein „Verbot aller Kinderarbeit“. Ab 1856 wurden nach seinen Forderungen Unterstützungskassen für Arbeiter und Handwerker eingerichtet. Bekannt ist heute noch seine Schrift Über die soziale Frage.
Die Ereignisse der Revolution von 1848/1849 veranlassten ihn, einen offenen Brief („Bienenkorbbrief“ wegen eines Holzschnitts auf dem Titelblatt, der einen Bienenkorb zeigt) an seine Arbeiter zu schreiben. Inhalt dieses Briefes war die Auseinandersetzung Harkorts mit den durch die fortschreitende Industrialisierung hervorgerufenen sozialen Veränderungen. Harkort charakterisiert in seinem Brief den Unternehmer als fleißig, der das Investitionsrisiko trägt, der zum Wohlstand verhilft, die Barbarei abwendet und dem Leistungsprinzip unterliegt. Den Arbeiter klassifiziert er als den „braven Arbeiter“ oder den Proletarier. Ersteren habe Gott mit gesundem Menschenverstand und der Kraft seiner Hände gesegnet. Daher müsse jener auch durch soziale Einrichtungen unterstützt werden. Der Proletarier hingegen sei verwahrlost, bringe seinesgleichen zur Welt, habe sein Handwerk nicht erlernt, beraube andere und bilde den Krebsschaden der Kommune.

## Rezeption
Ralf Stremmel zufolge war Harkort zwischen „Tradition und Moderne“ hin- und hergerissen. Er hatte viele Interessen bezüglich Technik, Wirtschaft, Gesellschaft, Kultur, Staat und Politik:

„Seine Aktionsräume fand er in der Provinz ebenso wie in der Hauptstadt, in Parlamenten ebenso wie in Presse und Publizistik. Doch seine Lebensbilanz fiel zwiespältig aus: Zwar genoss er hohes Prestige und war über Jahrzehnte als Impulsgeber öffentlich präsent, doch als Unternehmer scheiterte er und als Politiker gingen die Entwicklungen über ihn hinweg.“

Politisch prägten Hartkort die Bewunderung für Preußen und dessen Königshaus sowie, aus den Befreiungskriegen, für das Militärische. Hinzu kamen die Furcht vor dem „Umsturz der bestehenden Ordnung“, aber auch das „liberale Ideal der Freiheit“. Gegensätze in der Gesellschaft wollte er durch moderate Reformen und „patriarchalische, bürgerliche Impulse“ miteinander versöhnen. Er kritisierte den Lebenswandel der Unterschichten, deren Verschwendungssucht und Alkoholkonsum, so Stremmel. „Das Volk glaubte er nicht reif für die Politik, es könne keine Verantwortung übernehmen.“
In Herdecke und Hagen sind Schulen nach Friedrich Harkort benannt. Für die nordrhein-westfälische FDP gehört Harkort zu einem der Pioniere des Liberalismus in Westfalen.

### Arbeiterfrage (Soziale Frage), 1844
„Aus der gewerbetreibenden Menge ragen die großen Industriellen; gleich den Condottieris des Mittelalters sammeln sie gegen Sold alt und jung aus allen Völkern unter ihre Fahnen, Gewinn oder Verlust der Unternehmung wagend auf eigene Gefahr. […] Sold ist das einzige Band […]“.
„Früher bemerkten wir bereits, dass es untunlich erscheint, den Fabrikherrn für den Unterhalt seiner Leute verantwortlich zu machen. Allein die Pflicht könnte dringend nahe gelegt werden, das System der wechselseitigen Unterstützung […] sowohl in Krankheitsfällen als wie Invalidität unter ihnen einzuführen und mit angemessenen Zuschüssen zu unterstützen. Sichert der Staat durch Zollschutz die Herrn, dann geschehe auch einiges für die Diener.“
„Der Arme, welcher in den kleinsten Quantitäten kauft, muss eben deshalb die teuersten Preise bezahlen. Diesem zu begegnen, könnte der Fabrikant seine Arbeiter zu einem Vereine sammeln, welcher die notwendigsten Bedürfnisse in größeren Massen anschaffte und unter sich verteilte. […]“
„Nach jetzigen Verhältnissen leistet der Arbeiter gewisse Dienste gegen einen gewissen Lohn […]; weiter kümmert ihn weder die Wohlfahrt der Fabrik noch des Unternehmers. Die Arbeitskraft tritt noch zu roh und ungebildet auf, als dass eine engere Verbindung mit dem Kapitale möglich wäre. Denken wir uns indessen eine sittlich gebildete Masse von Individuen, dann könnte ein glückliches Verhältnis stattfinden. Außer den festen Löhnen wäre der Arbeit ein Anteil an Gewinn zuzugestehen, und Fleiß und Tätigkeit würden Wunder tun.“

## Schriften (Auswahl)
- Die Eisenbahn von Minden nach Cöln. Brune, Hagen 1833.
- Die Zeiten des ersten Westphälischen [16.] Landwehrregiments. Ein Beitrag zur Geschichte der Befreiungskriege. v.d. Linnepe, Hagen 1841.
- Bemerkungen über die Preußische Volksschule und ihre Lehrer. Sorgenicht, Hagen 1842.
- Bemerkungen über die Hindernisse der Civilisation und Emancipation der unteren Klassen. Bädeker, Elberfeld 1844.
  - Bemerkungen über die Hindernisse der Zivilisation und Emanzipation der unteren Klassen (Fortsetzung der Bemerkungen über die Preußische Volksschule und ihre Lehrer) Verlag Diesterweg, Frankfurt am Main 1919.
- Brief an die Arbeiter. Decker, Berlin 1848.
- Die Belgischen Bergwerks-Gesetze. Vorwort von Friedrich Harkort; deutsche Übersetzung von Moritz Block. Verlag E. H. Schroeder, Berlin 1849. 156 S.
- Der Westphälische Flachsbau, in seiner Anwendung auf das gesammte Deutschland. Nach L. Upmeyer. Verlag Carl J. Klemann, Berlin 1851. 35 S.
- Flachs-Martha. Bielefeld 1850.
- Über Volksbanken. Verlag J. Klemann, Berlin 1851. 24 S.
- Bürger- und Bauernbrief. 1. u. 2. Auflage. Meyer, Braunschweig 1851.
- Die Landwehr und das Budget von 1852. Verlag J. Klemann, Berlin 1852. 31 S.
- Zweiter Bürger- und Bauernbrief. Bädeker, Elberfeld 1852.
- Wahl-Katechismus pro 1852 für das Volk. Meyer, Braunschweig 1852.
- Ältere Geschichte des Steinkohlenbergbaues und der Eisen- und Stahl-Erzeugung in der Grafschaft Mark. Verlag Gustav Butz, Hagen 1855. 8 S.
- Über Armenwesen, Kranken- und Invalidenkassen. Verlag Gustaf Butz, Hagen 1856. 32 S.
- Geschichte des Dorfes, der Burg und der Freiheit Wetter als Beitrag zur Geschichte der Grafschaft Mark. Hagen 1856.
- Eine Stimme aus dem Volke. [anonym], Berlin 1859.
- Wahlspiegel für Arbeiter, Bürger und Bauern. o. O. 1867.
- Bemerkungen über die preußische Volksschule unter dem Ministerium des Herrn von Mühler. Berlin 1871.
- Arbeiterspiegel. Krupp, Hagen und Essen 1875/77.[14]
- Beiträge zur Geschichte Westfalens und der Grafschaft Mark. Hagen 1880 [gedr. als Manuskript für Freunde].